# August Aichhorn

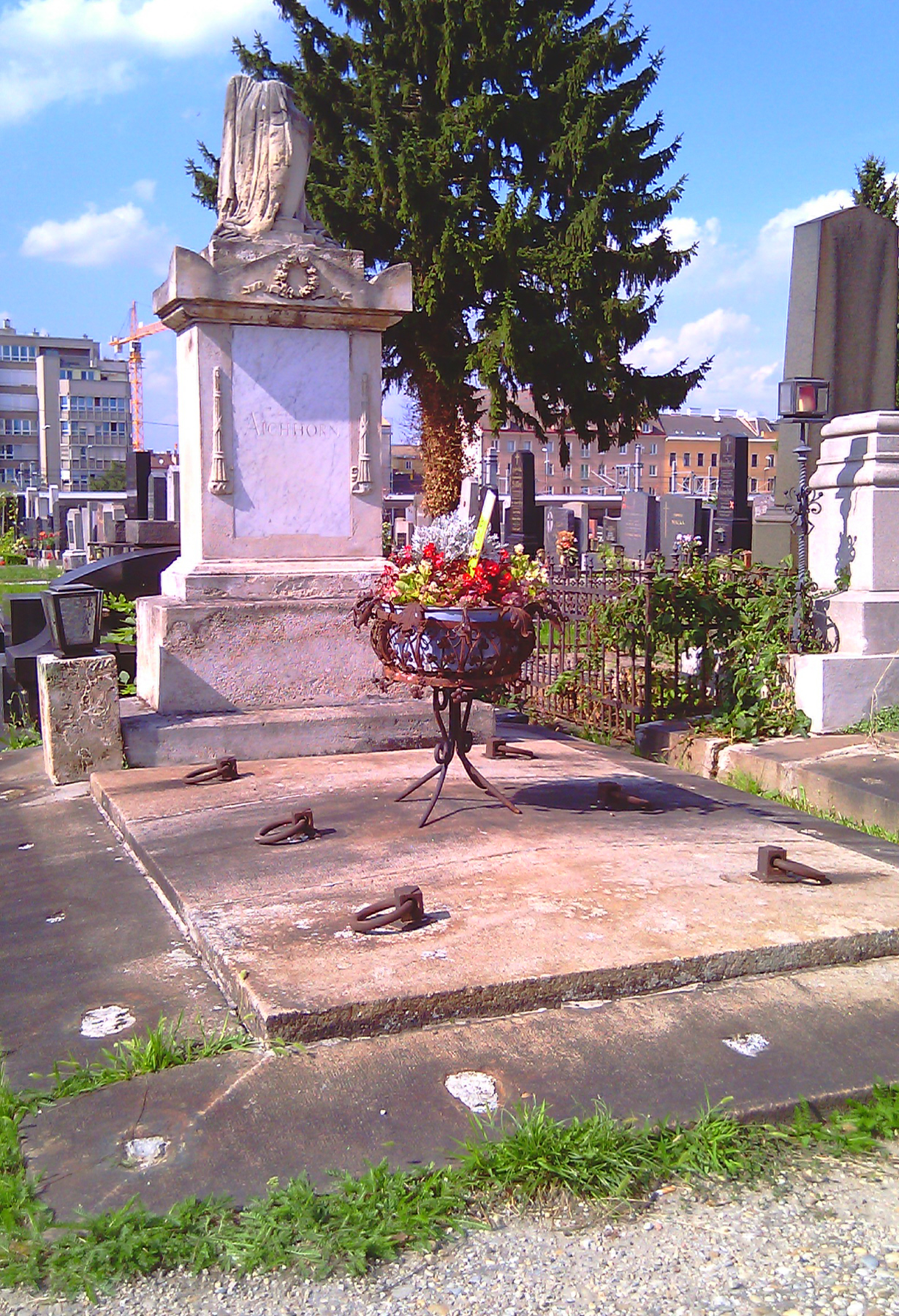
Grab von August Aichhorn auf dem Meidlinger Friedhof in Wien

August Aichhorn (* 27. Juli 1878 in Wien, Österreich-Ungarn; † 13. Oktober 1949 ebenda) war ein österreichischer Pädagoge und Psychoanalytiker.

## Leben
Aichhorns Vorfahren waren einfache Bauern aus Bayern, ein Mitglied aus der Familie Aichhorn zog nach Wien. August Aichhorn war ein Urenkel dieses Familienmitgliedes.
August Aichhorn war zunächst Volksschullehrer in Wien. Nach dem Ersten Weltkrieg erprobte er moderne Pädagogik in den Anstalten Ober-Hollabrunn und St. Andrä an der Traisen (1918–1922). Er stellte dort unter Beweis, dass Zwangserziehung in „Besserungsanstalten“ keine positiven Erfolge brachte. Die Aggression bei Jugendlichen begründete Aichhorn mit einem Liebesdefizit. Er hatte die Idee eines „positiven Kinderheimes“, verwahrlosten Jugendlichen begegnete er mit Liebe, Aufmerksamkeit und echtem Interesse. Aichhorn wurde amtlicher Leiter der Wiener städtischen Fürsorgeanstalten, später Leiter der Wiener Psychoanalytischen Erziehungsberatung, in der Kriegszeit Lehranalytiker für Ärzte und Psychologen, dann Professor in Wien, Vorstand der Wiener Psychoanalytischen Institute und Obmann der Wiener Psychoanalytischen Vereinigung (WPV). Er teilte Anna Freuds Ansicht, dass Familienerziehung der institutionalisierten Heimerziehung überlegen ist.
Er gilt als Gründer der psychoanalytischen Pädagogik und auf ihn berufen sich zahlreiche international namhafte Pädagogen (Homer Lane, Alexander Neill).
Im Laufe des Jahres 1932 wurde August Aichhorn zusammen mit Hans Zulliger in den Kreis der Herausgeber der Zeitschrift für psychoanalytische Pädagogik aufgenommen.

## Schriften (Auswahl)
- Verwahrloste Jugend: Die Psychoanalyse in der Fürsorgeerziehung. Zehn Vorträge zur ersten Einführung. Mit einem Geleitwort von Sigmund Freud. Internationaler Psychoanalytischer Verlag, Wien 1925; zuletzt: 11., unveränderte Auflage. Huber, Bern 2005, ISBN 3-456-84260-0 (auch auf Englisch, Französisch und Spanisch erschienen).
- Erziehungsberatung. In: Zeitschrift für Psychoanalytische Pädagogik. 1932, S. 445–488.
- Erziehungsberatung und Erziehungshilfe: 12 Vorträge über psychoanalytische Pädagogik. Aus dem Nachlass August Aichhorns. Huber, Bern 1959; Taschenbuchausgabe: Rowohlt, Reinbek bei Hamburg 1972.
- Psychoanalyse und Erziehungsberatung (= Beiträge zur Kinderpsychotherapie. Bd. 7). Reinhardt, München/Basel 1970; Taschenbuchausgabe: Fischer Taschenbuch, Frankfurt am Main 1972.
- Wer war August Aichhorn. Briefe, Dokumente, Unveröffentlichte Arbeiten. Ausgewählt und zusammengestellt von Thomas Aichhorn. Löcker & Wögenstein, Wien 1976.
- Anna Freud, August Aichhorn: „Die Psychoanalyse kann nur dort gedeihen, wo Freiheit des Gedankens herrscht“. Briefwechsel 1921–1949. Herausgegeben und kommentiert von Thomas Aichhorn. Brandes & Apsel, Frankfurt am Main 2012.